# Arbanitis crispus
Espèce
Synonymes
- Hermeas crispus Karsch, 1878
- Misgolas crispus (Karsch, 1878)
- Arbanitis scaurus Hickman, 1927

Arbanitis crispus est une espèce d'araignées mygalomorphes de la famille des Idiopidae.

## Distribution
Cette espèce est endémique de Tasmanie en Australie.

## Publication originale
- Karsch, 1878 : Exotisch-araneologisches. 2 Zeitschrift für die gesammten Naturwissenschaften, vol. 51, p. 771-826.